# Школьненский поселковый совет
Школьненский поселковый совет (укр. Шкільненська селищна рада, крымскотат. Şkolnoye qasaba şurası) — административно-территориальная единица в Симферопольском районе АР Крым Украины (фактически до 2014 года), ранее до 1991 года — в  составе Крымской области УССР в СССР.
Образован 12 февраля 1991 года в восстановленной Крымской АССР.
К 2014 году в поссовет входил 1 посёлок Школьное.
С 2014 года на месте поссовета находится Школьненское сельское поселение.